# Intercessão episcopal
A Intercessão Episcopal é o direito de um oficial da igreja de interceder em nome de um criminoso.
Foi concedido pelo poder secular aos bispos da Igreja Primitiva. Este direito originou-se no respeito pela igreja nos primeiros séculos do cristianismo, e não em uma lei ou decreto. A referência à sua existência é feita no sétimo cânone do Concílio de Sárdica. Também é mencionado por Santo Agostinho, São Jerônimo, e por Sócrates em sua "História da Igreja". Santo Agostinho intercedeu repetidamente por criminosos junto a Macedônio, então governador da África. Martinho de Tours intercedeu com o imperador Máximo pelos priscilianistas presos em 384-5.
O bispo Flaviano de Antioquia intercedeu junto ao imperador Teodósio I em 387 em favor dos habitantes de Antioquia, que destruíram desenfreadamente as estátuas imperiais naquela cidade. Santo Ambrósio induziu Teodósio a promulgar uma lei que proibia a execução da pena de morte e o confisco de bens até trinta dias após a sentença ter sido proferida. Era o propósito desta lei deixar espaço para a clemência e impedir a punição dos inocentes.
Para que pudessem exercer seu direito de intercessão, os bispos tinham livre acesso às prisões. Eles foram exortados a visitar os prisioneiros todas as quartas-feiras e sábados para investigar a causa de sua prisão e advertir os supervisores das prisões a tratarem os presos sob sua responsabilidade com caridade cristã. Caso os carcereiros fossem considerados desumanos ou negligentes em seus deveres para com seus prisioneiros, os bispos deveriam relatar esses abusos ao imperador. Os direitos dos bispos eram quase ilimitados a esse respeito. Eles foram um pouco regulamentados para os bispos do Império do Oriente; para os bispos do Império Ocidental.
O direito de intercessão episcopal estava intimamente ligado ao direito de asilo ou santuário e o direito e dever dos bispos de proteger órfãos, viúvas e outros desafortunados. Teodoreto, bispo de Ciro, intercedeu junto à imperatriz Pulquéria em favor dos pobres de sua diocese, sobrecarregados de impostos. O Terceiro Concílio de Cartago, realizado em 399, solicitou ao imperador que acedesse aos desejos dos bispos, nomeando advogados para pleitear as causas dos pobres perante os tribunais. O Concílio de Mâcon, realizado em 585, proibiu todas as autoridades civis de iniciarem processos judiciais contra viúvas e órfãos sem notificar previamente o bispo da diocese a que pertencia o acusado.